# محمد مجدي حمزة
محمد مجدي حمزة (مواليد 30 أغسطس 1996) هو لاعب رمي جلة مصري، مثّل بلاده في الألعاب الأولمبية الصيفية 2020.

## المشاركة الأولمبية
| مصر (EGY)  | مصر (EGY)      | مصر (EGY) | مصر (EGY) | مصر (EGY) | مصر (EGY) | مصر (EGY) |
| الدورة     | الرياضيّ        | الحدث     | التصفيات  | التصفيات  | النهائي   | النهائي   |
| الدورة     | الرياضيّ        | الحدث     | المسافة   | الترتيب   | المسافة   | الترتيب   |
| ---------- | -------------- | --------- | --------- | --------- | --------- | --------- |
| طوكيو 2020 | محمد مجدي حمزة | رمي الجلة | 19.82     | 25        | لم يتأهل  | لم يتأهل  |

## روابط خارجية
محمد مجدي حمزة على موقع الاتحاد الدولي لألعاب القوى (الإنجليزية)
- محمد مجدي حمزة على موقع اللجنة الأولمبية الدولية (الإنجليزية)
- محمد مجدي حمزة على موقع أوليمبيديا (الإنجليزية)